# Грінченко Гелінада Геннадіївна
Грінченко Гелінада Геннадіївна (нар. 1971) — історик, доктор історичних наук, професор кафедри українознавства філософського факультету Харківського національного університету ім. В. Н. Каразіна. Головний редактор часопису «Україна Модерна».

## Біографія
Народилася у Харкові в родині військовослужбовця.
1988 р. — закінчила із золотою медаллю Харківську загальноосвітню школу з поглибленим вивченням англійської мови № 29.
1993 р. — закінчила історичний факультет Харківського державного університету.
З 1998 р. — аспірант кафедри нової та новітньої історії Харківського державного університету.
16 березня 2001 р. захистила дисертацію на здобуття наукового ступеня кандидата історичних наук.
З 2001 р. працює в Харківському національному університеті імені В. Н. Каразіна: до 2003 р. була викладачем кафедри історіографії, джерелознавства та археології історичного факультету, з 2003 р. — доцент, з 2011 р. — професор кафедри українознавства філософського факультету.
З 2006 р. очолює Українську асоціацію усної історії
29 квітня 2011 р. захистила дисертацію на здобуття наукового ступеня доктора історичних наук на тему «Українські остарбайтери в системі примусової праці Третього райху: проблеми історичної пам'яті».
З вересня 2014 р. — головний редактор журналу «Україна Модерна»